# Adășeni, Botoșani
Adășeni este satul de reședință al comunei cu același nume din județul Botoșani, Moldova, România.